# Стрельба в артиллерийском училище в Алеппо
Резня в артиллерийском училище в Алеппо (араб. مجزرة مدرسة المدفعية في حلب‎) произошла в городе Алеппо, целью нападения стали сирийские кадеты, учащиеся в нём. Организаторами атаки были члены сирийской ячейки организации «Братья-мусульмане», во время исламистского восстания в Сирии 1976—1982 годов.

## Атака
Это произошло 16 июня 1979 года в городе Алеппо, Сирия. Представители сирийских «Братьев-мусульман» вырезали от 50 до 83 курсантов-алавитов в Алеппском артиллерийском училище. Дежурный офицер школы срочно собрал курсантов на утреннее собрание в столовой школы. Когда они приехали, он со своими сообщниками начали стрелять из автоматов по безоружным курсантам, также применялись и гранаты. Этот инцидент начал полномасштабную городскую войну сирийских «Братьев-мусульман» против алавитов.
22 июня сирийский министр внутренних дел Аднан Аль-Даббаг обвинил «Братьев-мусульман» в расправе над курсантами. Хотя основными целями были алавиты, сирийский министр информации Ахмед Искандер Ахмед заявил, что они стреляли и в христиан, и в мусульман-суннитов. В заявлении от 24 июня организация «Братья-мусульмане» отрицает участие своих участников в стрельбе. Она также обвинила сирийское правительство, которое возглавлял президент-алавит Хафез Аль-Асад, в попытке очернить имидж «Братьев-мусульман», потому что они имели влияние в сирийском обществе.
Сирийское правительство приговорило около 15 заключённых, принадлежавших к «исламскому движению сопротивления», к смертной казни, их объявили агентами Ирака. После этого инцидента теракты стали почти повседневным явлением, особенно в Алеппо и других северных городах Сирии. Правительство обычно связывают эти нападения с деятельностью «Братьев-мусульман», но по мере того как расширялась народная поддержка вооружённого сопротивления, стали появляться новые вооружённые группы, и стало трудно определить степень участия «Братьев» в них.